# Bhawānīpur Rājdhām
Bhawānīpur Rājdhām är en ort i Indien.   Den ligger i distriktet Purnia och delstaten Bihar, i den östra delen av landet, 1 000 km öster om huvudstaden New Delhi. Bhawānīpur Rājdhām ligger 42 meter över havet och antalet invånare är 50 234.
Terrängen runt Bhawānīpur Rājdhām är mycket platt. Runt Bhawānīpur Rājdhām är det tätbefolkat, med 819 invånare per kvadratkilometer. Bhawānīpur Rājdhām är det största samhället i trakten. Trakten runt Bhawānīpur Rājdhām består till största delen av jordbruksmark.